# Теплий прийом (фільм, 1916)
Теплий прийом (англ. A Warm Reception) — американська короткометражна кінокомедія режисера Олівера Харді 1916 року.

## У ролях
- Олівер Харді — Немовля
- Кейт Прайс — місіс Прайс
- Джо Коен — граф де Аппетут
- Флоренс МакЛафлін — дочка місіс Прайс